# Renault Type GS
Der Renault Type GS war ein Personenkraftwagenmodell der Zwischenkriegszeit von Renault. Er wurde auch 10 CV genannt.

## Beschreibung
Die nationale Zulassungsbehörde erteilte am 30. Oktober 1919 ihre Zulassung. Vorgänger war der Renault Type FK. 1920 endete die Produktion. Nachfolger wurden die Renault Type IC und Renault Type IG.
Der wassergekühlte Vierzylindermotor mit 75 mm Bohrung und 120 mm Hub hatte 2121 cm³ Hubraum. Die Motorleistung wurde über eine Kardanwelle an die Hinterachse geleitet. Die Höchstgeschwindigkeit war je nach Übersetzung mit 39 km/h bis 55 km/h angegeben.
Bei einem Radstand von 262 cm und einer Spurweite von 144 cm war das Fahrzeug 347 cm lang und 159 cm breit. Eine Quelle nennt eine Höhe von 180 cm, gibt aber nicht an, auf welche Karosserieform sich diese Angabe bezieht. Der Wendekreis war mit 8 Metern angegeben. Das Fahrgestell wog 600 kg, das Komplettfahrzeug 1250 kg. Zur Wahl standen Tourenwagen, Limousine, Phaeton, Pick-up, Kastenwagen und Kleinbus.
Das Fahrgestell kostete 9.800 Franc und ein viersitziger Torpedo 12.800 Franc.